# Стилоліти
Стилоліти — видимі неозброєним оком шилоподібні або стовпчасті виступи шару, що вдаються іноді досить глибоко в сусідній шар, мають тонку поздовжню штриховку, що відбиває сліди ковзання, і зазвичай покриті тонкою глинистою плівкою, товщають до кінців виступів. Це найбільш рельєфні елементи сутуро-стілолітових поверхонь, з якими вони пов'язані. Найчастіше зустрічаються у вапняках, іноді в доломітах, рідко в пісковиках, вапняно-глинистих і аргілітових породах. Розміри виступів стилолітів зазвичай вимірюються кількома см, але іноді досягають 1 м і більше. Зазвичай характерні для певних горизонтів товщ карбонатних порід. Проблема походження стилолітів остаточно не вирішена.